# Wighill
Wighill – wieś w Anglii, w hrabstwie North Yorkshire, w dystrykcie (unitary authority) North Yorkshire. Leży 15 km na zachód od miasta York i 279 km na północ od Londynu.